# Melchor de Avellaneda Sandoval y Romero
Melchor de Avellaneda Sandoval y Romero   (Ciudad Real, 22 de gener de 1653 - Madrid, 5 de maig de 1719) fou un aristòcrata i militar castellà, I Marquès de Valdecañas i primer capità general de València. Era fill de José de Avellaneda Sandoval y Rojas, I Marquès de Torremayor, i de Francisca Ramiro y Jiménez.
Havia combatut a Flandes, Cadis, Orà i Ceuta. Va lluitar a la Guerra de Successió Espanyola al costat de Felip V d'Espanya i el 10 de desembre de 1710 va participar en el setge de Brihuega la batalla de Villaviciosa. En acabar la guerra fou nomenat Director general d'Infanteria. En 1716 fou nomenat capità general de València a la mort del seu sogre, Francisco Castillo Fajardo, càrrec que va ocupar fins a la seva mort en 1719.